# تومي مكدونالد (لاعب كرة قدم)
تومي مكدونالد (بالإنجليزية: Tommy McDonald)‏ (25 سبتمبر 1895 في المملكة المتحدة - 1969 في المملكة المتحدة) هو لاعب كرة قدم بريطاني (وحمل سابقاً جنسية المملكة المتحدة لبريطانيا العظمى وأيرلندا) في مركز مهاجم داخلي. لعب مع نادي رينجرز ونادي يورك سيتي ونيوكاسل يونايتد ونادي جوول ‏ وCaledonian F.C. ‏.